# Résenlieu
Résenlieu est une commune française, située dans le département de l'Orne en région Normandie.

## Géographie

### Localisation
La commune est entre sud-pays d'Auge et sud-pays d'Ouche. Son bourg est à 900 m à l'ouest du centre de Gacé.
La commune se trouve dans la zone d'emploi fr L'Aigle et dans le bassin de vie de Gacé.

### Communes limitrophes
Les communes limitrophes sont  Croisilles, Gacé, Ménil-Hubert-en-Exmes et Saint-Evroult-de-Montfort.
| Saint-Evroult-de-Montfort | Saint-Evroult-de-Montfort | Saint-Evroult-de-Montfort, Gacé |
| Ménil-Hubert-en-Exmes     | Résenlieu                 | Gacé                            |
| Croisilles                | Croisilles                | Croisilles                      |

### Géologie et relief
La superficie de la commune est de 5.09 km².
Le point culminant (296 m) se situe en limite ouest, près du lieu-dit la Cailleterie, sur une pente atteignant 297 m sur la commune voisine, Croisilles. Le point le plus bas (177/178 m) correspond à la sortie de la Touques du territoire, au nord-est. La commune est bocagère.

### Hydrographie
La commune est située dans le bassin Seine-Normandie. Elle est drainée par la Touques, le fossé 01 du Vieux Résenlieu et le ruisseau du Bouillant,,.
La Touques, d'une longueur de 108 km, prend sa source dans la commune de Champ-Haut et se jette  dans la baie de Seine en limite de Trouville-sur-Mer et de Deauville, après avoir traversé 42 communes. 

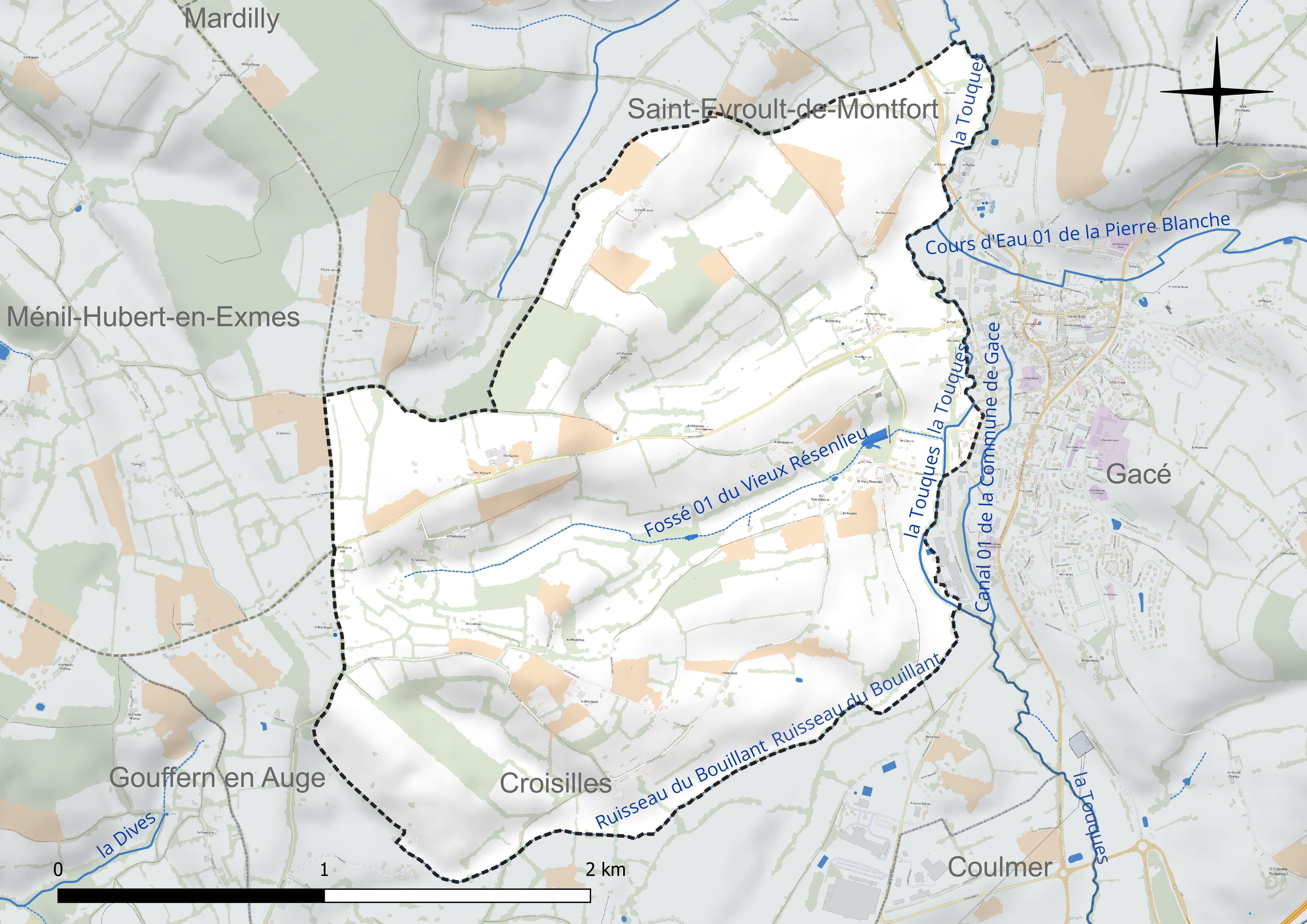
Réseau hydrographique de Résenlieu.

### Climat
Pour des articles plus généraux, voir Climat de la Normandie et Climat de l'Orne.
En 2010, le climat de la commune est de type climat océanique dégradé des plaines du Centre et du Nord, selon une étude du CNRS s'appuyant sur une série de données couvrant la période 1971-2000. En 2020, Météo-France publie une typologie des climats de la France métropolitaine dans laquelle la commune est dans une zone de transition entre le climat océanique et le climat océanique altéré et est dans la région climatique Normandie (Cotentin, Orne), caractérisée par une pluviométrie relativement élevée (850 mm/a) et un été frais (15,5 °C) et venté. Parallèlement le GIEC normand, un groupe régional d’experts sur le climat, différencie quant à lui, dans une étude de 2020, trois grands types de climats pour la région Normandie, nuancés à une échelle plus fine par les facteurs géographiques locaux. La commune est, selon ce zonage, exposée à un « climat contrasté des collines », correspondant au Pays d'Ouche et au Perche et bénéficiant d’un caractère continental affirmé avec des précipitations atténuées et des amplitudes thermiques fortes.
Pour la période 1971-2000, la température annuelle moyenne est de 10,3 °C, avec une amplitude thermique annuelle de 14 °C. Le cumul annuel moyen de précipitations est de 801 mm, avec 12,3 jours de précipitations en janvier et 8,1 jours en juillet. Pour la période 1991-2020, la température moyenne annuelle observée sur la station météorologique la plus proche, située sur la commune du Merlerault à 10 km à vol d'oiseau, est de 0,0 °C et le cumul annuel moyen de précipitations est de 0,0 mm,. Pour l'avenir, les paramètres climatiques de la commune estimés pour 2050 selon différents scénarios d’émission de gaz à effet de serre sont consultables sur un site dédié publié par Météo-France en novembre 2022.

## Urbanisme

### Typologie
Au 1er janvier 2024, Résenlieu est catégorisée commune rurale à habitat dispersé, selon la nouvelle grille communale de densité à sept niveaux définie par l'Insee en 2022.
Elle est située hors unité urbaine et hors attraction des villes,.

### Occupation des sols

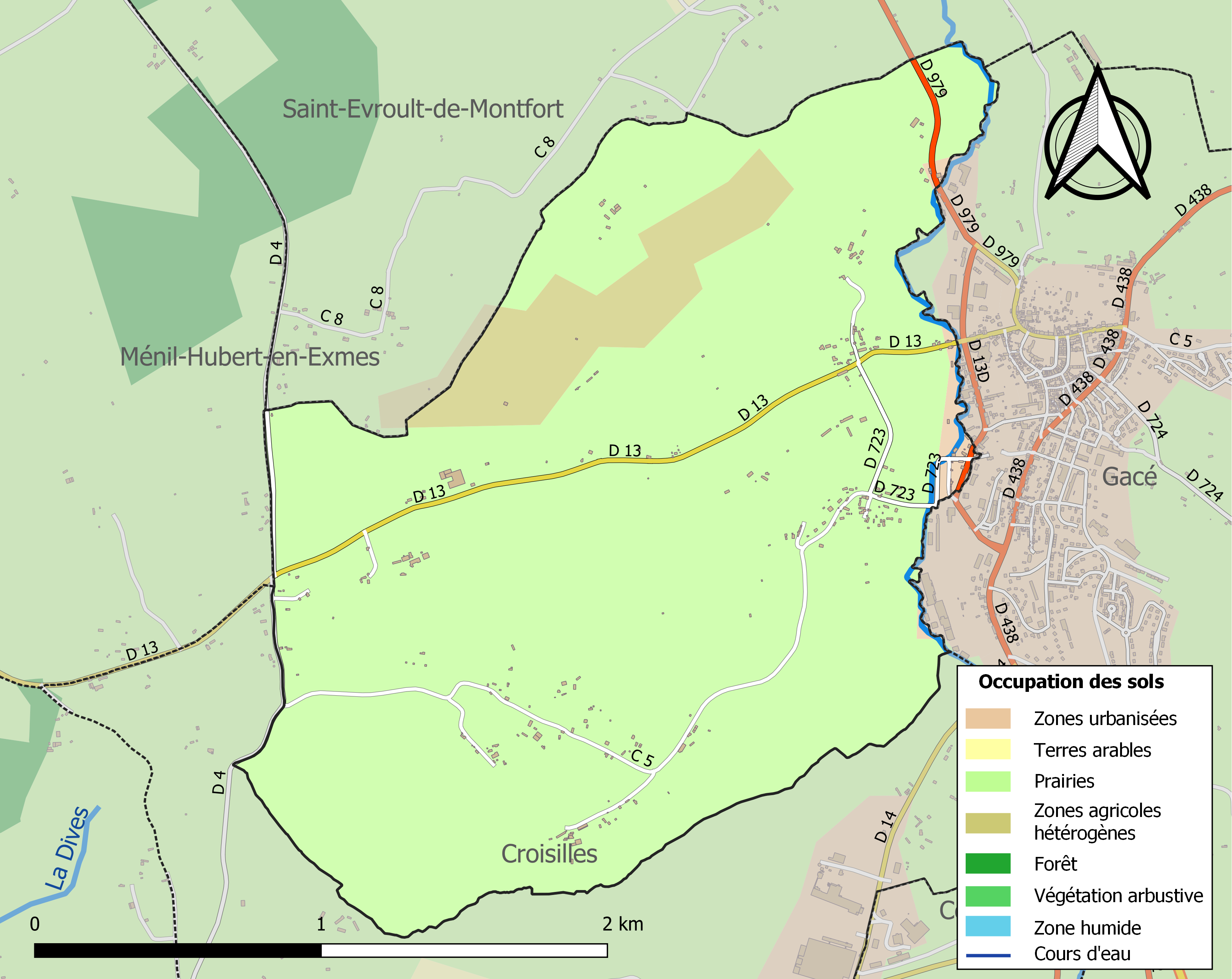
Carte des infrastructures et de l'occupation des sols de la commune en 2018 (CLC).

L'occupation des sols de la commune, telle qu'elle ressort de la base de données européenne d’occupation biophysique des sols Corine Land Cover (CLC), est marquée par l'importance des territoires agricoles (99,2 % en 2018), une proportion identique à celle de 1990 (99,2 %).
La répartition détaillée en 2018 est la suivante : prairies (92,3 %), zones agricoles hétérogènes (6,9 %), zones industrielles ou commerciales et réseaux de communication (0,8 %).
L'évolution de l’occupation des sols de la commune et de ses infrastructures peut être observée sur les différentes représentations cartographiques du territoire : la carte de Cassini (XVIIIe siècle), la carte d'état-major (1820-1866) et les cartes ou photos aériennes de l'IGN pour la période actuelle (1950 à aujourd'hui).

### Habitat et logement
En 2021, le nombre total de logements dans la commune était de 108, alors qu'il était de 104 en 2016 et de 102 en 2011.
Parmi ces logements, 77,5 % étaient des résidences principales, 16,9 % des résidences secondaires et 5,6 % des logements vacants. Ces logements étaient pour 99,1 % d'entre eux des maisons individuelles et pour 0 % des appartements.
Le tableau ci-dessous présente la typologie des logements à Résenlieu en 2021 en comparaison avec celle de l'Orne et de la France entière. Une caractéristique marquante du parc de logements est ainsi une proportion de résidences secondaires et logements occasionnels (16,9 %) supérieure à celle du département (10,6 %) et à celle de la France entière (9,7 %).
| Typologie                                               | Résenlieu | Orne | France entière |
| ------------------------------------------------------- | --------- | ---- | -------------- |
| Résidences principales (en %)                           | 77,5      | 78,5 | 82,2           |
| Résidences secondaires et logements occasionnels (en %) | 16,9      | 10,6 | 9,7            |
| Logements vacants (en %)                                | 5,6       | 10,8 | 8,1            |

## Toponymie
Pour René Lepelley, Résenlieu serait issu du latin locus, « lieu », et de l'ancien français reisant, « frais » (issu du latin recens).

## Politique et administration

### Rattachements administratifs et électoraux

#### Rattachements administratifs
La commune se trouvait jusqu'en 2017 dans l'arrondissement d'Argentan du département de l'Orne. Elle fait désormais partie de l'arrondissement de Mortagne-au-Perche.
Elle faisait partie depuis 1793 du canton de Gacé. Dans le cadre du redécoupage cantonal de 2014 en France, cette circonscription administrative territoriale a disparu, et le canton n'est plus qu'une circonscription électorale.

#### Rattachements électoraux
Pour les élections départementales, la commune fait partie depuis 2014 du canton de Vimoutiers.
Pour l'élection des députés, elle fait partie de la deuxième circonscription de l'Orne.

### Intercommunalité
Résenlieu était membre de la petite communauté de communes de la Région de Gacé, un établissement public de coopération intercommunale (EPCI) à fiscalité propre créé fin 1995 et auquel la commune avait transféré un certain nombre de ses compétences, dans les conditions déterminées par le code général des collectivités territoriales.
Dans le cadre des dispositions de la loi portant nouvelle organisation territoriale de la République du 7 août 2015, qui prévoit que les établissements publics de coopération intercommunale (EPCI) à fiscalité propre doivent avoir un minimum de 15 000 habitants, cette intercommunalité a fusionné avec ses voisines pour former, le 1er janvier 2017, la communauté de communes des Vallées d'Auge et du Merlerault, dont est désormais membre la commune.

### Administration municipale
Compte tenu de la population de la commune, son conseil municipal est composé de onze membres dont le maire et ses adjoints.

### Liste des maires
| Période                                  | Période      | Identité      | Étiquette | Qualité |
| ---------------------------------------- | ------------ | ------------- | --------- | --- |
| Les données manquantes sont à compléter. |              |               |           | |
|                                          |              |               |           | |
| juin 1995                                | janvier 2025 | Nelly Nogues, | SE        | Institutrice, secrétaire de mairie, agricultrice Présidente de la CC de la Région de Gacé (2008 → 2016) Vice-présidente de la CC des Vallées d'Auge et du Merlerault (2017 → 2020) Démissionnaire |

## Population et société

### Démographie
L'évolution du nombre d'habitants est connue à travers les recensements de la population effectués dans la commune depuis 1793. Pour les communes de moins de 10 000 habitants, une enquête de recensement portant sur toute la population est réalisée tous les cinq ans, les populations de référence des années intermédiaires étant quant à elles estimées par interpolation ou extrapolation. Pour la commune, le premier recensement exhaustif entrant dans le cadre du nouveau dispositif a été réalisé en 2005.

En 2022, la commune comptait 174 habitants, en évolution de −0,57 % par rapport à 2016 (Orne : −3,21 %, France hors Mayotte : +2,11 %).
| 1793 | 1800 | 1806 | 1821 | 1836 | 1841 | 1846 | 1851 | 1856 |
| ---- | ---- | ---- | ---- | ---- | ---- | ---- | ---- | ---- |
| 285  | 175  | 197  | 320  | 303  | 313  | 310  | 300  | 281  |

| 1861 | 1866 | 1872 | 1876 | 1881 | 1886 | 1891 | 1896 | 1901 |
| ---- | ---- | ---- | ---- | ---- | ---- | ---- | ---- | ---- |
| 307  | 314  | 292  | 292  | 234  | 210  | 229  | 223  | 203  |

| 1906 | 1911 | 1921 | 1926 | 1931 | 1936 | 1946 | 1954 | 1962 |
| ---- | ---- | ---- | ---- | ---- | ---- | ---- | ---- | ---- |
| 198  | 197  | 197  | 226  | 220  | 217  | 233  | 254  | 229  |

| 1968 | 1975 | 1982 | 1990 | 1999 | 2005 | 2006 | 2010 | 2015 |
| ---- | ---- | ---- | ---- | ---- | ---- | ---- | ---- | ---- |
| 184  | 173  | 171  | 185  | 198  | 193  | 191  | 205  | 178  |

| 2020 | 2022 | - | - | - | - | - | - | - |
| ---- | ---- | - | - | - | - | - | - | - |
| 178  | 174  | - | - | - | - | - | - | - |

Résenlieu a compté jusqu'à 320 habitants en 1821.

### Manifestations culturelles et festivités
- La fête communale a lieu chaque avant-dernier week-end d'août[29].

## Culture locale et patrimoine

### Lieux et monuments
- Église  Notre-Dame-de-la-Nativité du XVe siècle[30]. Elle abrite un riche mobilier cultuel, dont :
  - une Vierge à l'Enfant du XVe siècle  Classée MH (1975)[31]
  - un maitre autel du XVIIe siècle avec gradins, tabernacle et tableaux sur bois  Classé MH (1975)[32]
  - un retable classique à trois pans, deux colonnes et deux pilastres du XVIIe  et son tableau du  XVIIIe siècle  Inscrit MH (1984)[33]
  - une poutre de gloire de la fin du XVe ou du début du  XVIe siècle  Inscrite MH (1975)[34]
  - une litre seigneuriale du XVIe siècle  Inscrite MH (1975)[35].
  - autel latéral nord, retable et son tableau représentant Sainte Martyre, du XVIIe siècle  Inscrit MH (1984)[36].
  - autel latéral sud, retable et son tableau représentant un Saint évêque du XVIIe siècle[37].
  - des lambris de chœur de 1763  Inscrit MH (1984)[38].
  - un lutrin du  XVIIIe siècle  Inscrit MH (2000)[39]
- Château du début du XIXe siècle[30].

### Personnalités liées à la commune
- Jacques Marie Cyprien Victor Coste (1807-1873), naturaliste, président de l'Académie des sciences, y est mort.